# CE Arenys de Munt
El Centre d'Esports Arenys de Munt es un club polideportivo catalán, de la ciudad barcelonesa de Arenys de Munt. Posee secciones deportivas de hockey sobre patines, fútbol, fútbol sala y rugby.
Fue fundado en 1929, aunque la sección de hockey no se creó hasta 1960.

## Historia
El club es conocido especialmente por su sección de hockey patines, fundada en 1960. Su equipo masculino jugó durante once años consecutivos en la máxima categoría estatal (entonces denominada Liga Española de División de Honor) desde su primera edición en la temporada 1968-69. En 1977 alcanzó la final de la Recopa de Europa perdiéndola ante los portugueses de la AD Oeiras. En la temporada 79-80 descendió de categoría, consiguiendo de nuevo el ascenso en la temporada 1997-98.
El equipo femenino superó al masculino en éxitos desde la década de 1990, al proclamarse campeón de las ligas españolas de 1999 y 2004, además de conseguir el subcampeonato de la primera edición de la Liga Europea de la temporada 2006-2007, tras caer derrotado ante el Gijón HC. En 2012 pierde la categoría y cuatro años después se disuelve el equipo.
En 2017 el equipo masculino asciende de nuevo a la OK Liga veinte años después de su última aparición en la máxima categoría, aunque solo se mantiene un año ya que al final de la temporada 2017-2018 queda clasificado en decimocuarta posición y desciende a la OK Liga Plata.
Tras cuatro temporadas en la OK Liga Plata, el club consigue el ascenso a la OK Liga tras finalizar la temporada 2021-22 como primer clasificado.

## Palmarés
Equipo femenino
- 2 Campeonatos de España: (1999, 2004)